# Acacia glutinosissima
Acacia glutinosissima é uma espécie de leguminosa do gênero Acacia, pertencente à família Fabaceae.